# Metropoluniversität Prag
Die Metropoluniversität Prag (MUP) ist eine private Hochschule in Tschechien, die 2001 als Hochschule für öffentliche Verwaltung und internationale Beziehungen gegründet wurde. Die Universität bietet das Bachelor-, Magister- und Doktorstudium (Ph.D.) in Form eines Direkt- oder Fernstudiums an.

## Studiengänge
An der Metropoluniversität Prag lassen sich folgende Bachelor- und Masterstudiengänge belegen: Anglistik, Internationaler Handel, Internationale Beziehungen und Europastudien, Gewerbliches Geistiges Eigentum, Öffentliche Verwaltung, Medienwissenschaft, Politikwissenschaft, Geisteswissenschaften, Asienstudien, und Tourismus.
Die Universität vermittelt ihren Studenten Studienaufenthalte im Ausland.

### Promotionsstudiengänge
- Internationale Beziehungen und Europastudien
- Medienwissenschaft
- Politikwissenschaft

## Fachzeitschriften
Seit 2007 bzw. 2011 gibt die Universität die halbjährlich erscheinenden Fachzeitschriften Central European Journal of International and Security Studies und Politics in Central Europe heraus. 